# Meliskerke
Meliskerke est un village appartenant à la commune néerlandaise de Veere, situé dans la province de la Zélande. Le 1er janvier 2007, le village comptait 1 459 habitants. Il est situé sur Walcheren.
Meliskerke était une commune indépendante jusqu'au 1er juillet 1966. À cette date, Grijpskerke et Aagtekerke fusionnent et forment la nouvelle commune de Mariekerke.

## Personnalité liées à la commune
- Franca Treur (1979 -) née à Meliskerke, écrivaine néerlandaise.